# Langur vermell
El langur vermell (Presbytis rubicunda) és una espècie de primat de la família dels cercopitècids. Viu a les illes de Borneo i Karimata (aquesta última, més petita), al sud-est asiàtic. Viu a Indonèsia, Malàisia i, possiblement, Brunei. El seu hàbitat natural són els boscos. Està amenaçat per la caça i la pèrdua d'hàbitat.